# Бик-Утеевское сельское поселение
Бик-Утеевское се́льское поселе́ние — муниципальное образование в Буинском районе Татарстана Российской Федерации.
Административный центр — деревня Бик-Утеево.

## История
Статус и границы сельского поселения установлены Законом Республики Татарстан от 31 января 2005 года № 17-ЗРТ «Об установлении границ территорий и статусе муниципального образования "Буинский муниципальный район" и муниципальных образований в его составе».

## Население
| 2010 | 2011 | 2012 | 2013 | 2014 | 2015 | 2016 |
| ---- | ---- | ---- | ---- | ---- | ---- | ---- |
| 460  | ↘458 | ↘440 | ↘425 | ↘415 | ↘378 | ↘362 |
| 2017 | 2017 | 2018 |      |      |      |      |
| ↘346 | →346 | ↘329 |      |      |      |      |

## Состав сельского поселения
| № | Населённый пункт | Тип населённого пункта          | Население |
| - | ---------------- | ------------------------------- | --------- |
| 1 | Бик-Утеево       | деревня, административный центр |           |
| 2 | Каменный Брод    | село                            |           |